# Горнозаводское городское поселение
Горнозаводское городско́е поселе́ние — бывшее муниципальное образование в Горнозаводском районе Пермского края Российской Федерации.
Административный центр — город Горнозаводск.

## История
Статус и границы городского поселения установлены Законом Пермской области от 10 ноября 2004 года № 1733—354 «Об утверждении границ и о наделении статусом муниципальных образований Горнозаводского района Пермского края».
Распоряжением Правительства РФ от 29 июля 2014 года № 1398-р «Об утверждении перечня моногородов» муниципальное образование включено в категорию «Монопрофильные муниципальные образования Российской Федерации (моногорода), в которых имеются риски ухудшения социально-экономического положения».
В 2018 году Горнозаводское городское поселение преобразовано в Горнозаводский городской округ и впоследствии объединено с остальными поселениями Горнозаводского муниципального района.

## Население
| 2010    | 2012    | 2013    | 2014    | 2015    | 2016    | 2017    |
| ------- | ------- | ------- | ------- | ------- | ------- | ------- |
| 12 566  | ↘12 348 | ↘12 118 | ↘12 097 | ↘12 033 | ↘11 956 | ↘11 909 |
| 2018    |         |         |         |         |         |         |
| ↘11 789 |         |         |         |         |         |         |

## Состав городского поселения
| № | Населённый пункт | Тип населённого пункта        | Население |
| - | ---------------- | ----------------------------- | --------- |
| 1 | Вижай            | железнодорожная станция       | 207       |
| 2 | Горнозаводск     | город, административный центр | ↘10 890   |
| 3 | Койва            | железнодорожная станция       | 302       |